# Desa Jambesari (administrativ by i Indonesien, lat -7,99, long 113,84)
Desa Jambesari är en administrativ by i Indonesien.   Den ligger i provinsen Jawa Timur, i den västra delen av landet, 800 km öster om huvudstaden Jakarta.